# Utahceratops
Utahceratops („rohatá tvář z Utahu“) byl rod býložravého ceratopsidního dinosaura, který žil v období geologického stupně svrchní křídy kampánu asi před 76 až 75 milióny let. Fosilie tohoto rohatého dinosaura byly objeveny na území Utahu (USA), ve vrstvách geologického souvrství Kaiparowits (území dnešní přírodní rezervace Grand Staircase-Escalante National Monument).

## Popis
Tento rohatý dinosaurus měl relativně široký lebeční límec a některé unikátní znaky, odlišujícího jej např. od rodu Kosmoceratops, žijícího ve stejné době a na stejném místě. Dosahoval délky kolem 5 metrů (možná však až 7 metrů) a hmotnosti přibližně 2000 kilogramů. Typový druh U. gettyi byl formálně popsán paleontologem Scottem D. Sampsonem a jeho kolegy v roce 2010.

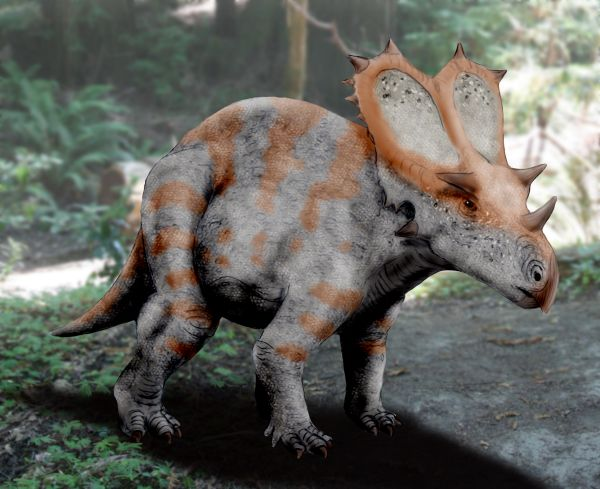
Rekonstrukce vzezření rodu Utahceratops

## Paleoekologie
Mezi hlavní predátory tohoto ceratopsida mohl patřit velký tyranosauridní teropod druhu Teratophoneus curriei.